# Коробчинський Олександр Леонідович
Олекса́ндр Леоні́дович Коробчи́нський (нар. 29 серпня 1969, Київ — пом. 5 січня 2011, Одеса) — український підприємець і політик. Президент ради промислово-будівельної групи "Інтобуд". Голова Партії промисловців і підприємців України (2009—2011).

## Життєпис
1984–1987 - навчався в Одеському морехідному училищі Морського флоту України за фахом «Експлуатація морського транспорту».
Упродовж 1987 — 1991 рр. працював в автотранспортному підприємстві «Одесавторесурси» на посаді головного механіка.
У 1991 — 1994 — генеральний директор малого підприємства «Ексодус».
Від 1994 до 2003 працював на посаді головного спеціаліста щодо маркетингу і нових технологій в акціонерному товаристві закритого типу «Українсько-російсько-ірландська страхова компанія „ІНТО“».
У 2003 році закінчив Одеський університет їм. Мечникова, економіко-правовий факультет за фахом «правознавство». 2005 року закінчив Одеську державну академію будівництва та архітектури, факультет «економіка підприємств». У 2006 році закінчив Національну академію державного керування при Президенті України, факультет «державне керування». У 2007 році закінчив Одеську державну академію будівництва та архітектури, факультет «промислово-цивільне будівництво».
2002 року обраний депутатом Одеської міської ради IV скликання, виборчий округ № 49 (за деякими даними — № 149). 2006 року вибраний депутатом Одеської міської ради V скликання від опозиційного блоку «Не так!».
З 2003 року — президент ради промислово-будівельної групи «ІНТОБУД». З 2005 року — перший віце-президент Громадської організації роботодавців «Союз Одеських будівельників».
Потрапив до рейтингу 20 найвпливовіших чоловіків Одеси 2008.
У політику прийшов з Партією зелених, але вийшов з неї, коли партія почала підтримувати Віктора Ющенка. На президентських виборах підтримував Віктора Януковича. Згодом деякий час був у партії «Сильна Україна».
27 листопада 2009 року обраний головою Партії промисловців і підприємців України, замінивши на цій посаді Анатолія Кінаха.
2010 року балотувався в мери Одеси, отримавши 8 631 голос (2,6 %) — третє місце.
Як президент Одеської обласної федерації паверліфтингу, організував ряд республіканських і міжнародних спортивних змагань, виховав чемпіонів світу та Європи. Провадив добродійну діяльність. За будівництво храму Божої Матері «Всіх скорбних радосте», визнаний гідним високої церковної нагороди ордена Святого Рівноапостольного Великого Князя Володимира III ступеня.
У середу 5 січня 2011 на Олександра Коробчинського здійснено замах — зловмисник здійснив 4 постріли у Коробчинського, коли той виходив із автомобіля біля свого будинку поблизу скверу «Пале-Рояль». Дві кулі калібру 9 міліметрів потрапили в живіт. О. Коробчинському відразу зробили хірургічну операцію в одній з приватних клінік Одеси, однак він помер від ран увечері 5 січня. Правоохоронці припускають, що причиною вбивства були бізнесові інтереси. Бізнесмена та політика поховали на другому християнському цвинтарі. Деякі одесити були невдоволені тим, що після зміни мера міські телеканали стали «замовчувати вбивства у місті».

## Родина
Дружина — Анжела. Батько чотирьох дітей: Карина (1988 р. н.), Артур (1989 р. н.), Данило (1998 р. н.) та Софія (2003 р. н.).